# Sublevação do quartel de San Gil
A Sublevação do quartel de San Gil   foi um motim contra a rainha Isabel II da Espanha ocorrido a 22 de junho de 1866 em Madrid e apoiado pelos partidos progressista e democrático, que visavam derrubar a monarquia.

## Antecedentes
O ano de 1866 foi difícil para a sociedade espanhola. O crescimento econômico paralisara-se devido à crise europeia. A situação afetava a indústria e as ferrovia. O retraimento provocara uma saída do capital estrangeiro, base de boa parte da indústria espanhola. O Banco da Espanha teve dificuldades para fazer face ao pagamento em metais preciosos dos bilhetes de banco, o que acelerou a preocupação, não somente das classes populares, mas também da classe média e da burguesia. A crise bancária precipitou a crise da Bolsa de Madrid e, em cascada, das companhias de seguros que geriam uma parte importante da poupança das famílias.
A situação social grave foi criticada pelos partidos democrático e progressista frente à política governamental de Leopoldo O'Donnell em plena queda de popularidade dos governos da União Liberal.

## Os preparativos
Neste contexto, um movimento cívico-militar visando destronar a rainha foi organizado desde a Primavera. À frente da organização militar e desde o exílio encontrava-se o general Juan Prim, fugido e condenado à morte desde a sublevação de Villarejo de Salvanés. Os partidários de derrocar a Coroa designaram Ricardo Muñiz como responsável por agitar os bairros operários e pobres de Madrid para acompanhar o golpe de estado com uma reação popular. Entre os civis encontrava-se também Sagasta.
Foi fixada data de 26 de junho para a sublevação, sendo comandada por Blas Pierrad e Juan Contreras, dirigidos por Prim, que devia entrar pela fronteira francesa para fazer uma proclama em Guipúscoa e ajudar assim ao levantamento de diferentes unidades em todo o território nacional. A primeira unidade em sublevar-se esse dia devia ser o Quartel de Artilharia de San Gil, no interior de Madrid, o qual, com unidades de Infantaria, devia tomar o Palácio Real e sequestrar a rainha.

## Os acontecimentos
Os suboficiais sargentos do Quartel de São Gil eram os que deviam reduzir os oficiais a 26 de junho, mas os fatos precipitaram-se. Temerosos de serem descobertos, sublevaram-se quatro dias antes, a 22 com o capitão Baltasar Hidalgo de Quintana à frente conseguindo o seu primeiro objetivo.
Os três regimentos de artilharia dirigiram-se para o interior da cidade caminho da Puerta del Sol, enquanto animavam a sublevar-se o Quartel de Infantaria de Montanha. Durante o trajeto enfrentaram-se vitoriosos com unidades da Guarda Civil. Ao mesmo tempo, O'Donnell, Narváez, Serrano, Isidoro Hoyos e Zabala, além de boa parte do restante dos generais destinados em Madrid distribuíram-se pela capital ocupando as unidades de artilharia que não se sublevaram para que permanecessem fiéis, assim como posições defensivas no Palácio Real.
Na Puerta del Sol era previsto que se unissem os milicianos mobilizados pelos homens de Ricardo Muñiz, mas as forças leais ao governo mantiveram a posição com duros combates durante a noite. Ao mesmo tempo, unidades artilheiras sublevadas tentaram entrar no Palácio Real com mais de mil milicianos sem o conseguir, ao ser detidos por unidades leais à rainha, que disparavam desde o interior da praça e do próprio edifício.
Uma vez os sublevados não puderam seguir o seu avanço, as tropas de Serrano e O'Donnell efetuaram um plano para ir reduzindo as barricadas que foram instaladas em várias ruas da cidade até cercar os sublevados no próprio quartel do qual partiram. A 23 de junho, o edifício artilheiro estava cercado e combateu-se andar por andar até ser tomado por completo nessa tarde.
As últimas barricadas das ruas foram assaltadas pelas unidades que dirigia o general Francisco Serrano, dando por concluída a sublevação.
Poucos dias depois, julgados em conselho de guerra, 70 oficiais e suboficiais que participaram nos fatos foram condenados à morte e fuzilados junto aos muros exteriores da Praça de touros, então situada perto da Puerta de Alcalá.